# .700 Nitro Express
.700 Nitro Express (также используются обозначения .700 NE, .700 Nitro Express 3 1/4", 17,8×83 R, XCR 18 083 CBC 010) — британский сверхмощный охотничий боеприпас.

## История
История разработки патрона началась с отказа компании Holland & Holland изготовить штуцер под патрон .600 Nitro Express для американца Уильяма Фельдштайна по причине снятия оружия такого калибра с производства. Тогда Фельдштайн заказал компании Bell Basic Brass создание нового боеприпаса, а затем вновь обратился к H&H с заказом на штуцер, теперь уже под новый патрон. Компания пошла навстречу и в результате в 1989 году первый штуцер был готов. Из него на африканском сафари тремя выстрелами подряд было убито три слона.

## Описание
Пуля патрона обладает огромным останавливающим действием, достаточным, чтобы даже при попадании по неубойному месту опрокинуть бегущего слона и лишить его способности к передвижению на несколько минут. Однако отсюда и вытекает один из основных его недостатков — огромная отдача, буквально вырывающая тяжёлый штуцер из рук нетренированных стрелков.
Отклонение пули от линии прицеливания:
- дальность 50 м — выше на 3 см,
- 100 м — выше на 2,9 см,
- 150 м — ниже на 6,4 см,
- 200 м — ниже на 25,6 см.

Цена патрона превышает $50 за штуку.